# 冨樫剛一
冨樫 剛一（とがし こういち、1971年7月15日 - ）は神奈川県出身の元サッカー選手、サッカー指導者。ポジションはDF。JSL時代の姓は「富樫」で登録されていた。

## 来歴
読売サッカークラブのユースで育ち、読売クラブ/ヴェルディ川崎、横浜フリューゲルスを経て、1997年に当時ジャパンフットボールリーグ(JFL)所属のコンサドーレ札幌で引退。
1998年にヴェルディのスクールコーチとして指導者としてのキャリアをスタートさせる。トップチームのマネージャーを経て、2002年にはコンサドーレ札幌の新監督に就任した柱谷哲二のもとでコーチを務めた。2003年に東京Vに復帰してからはアカデミーの指導やスカウトを歴任、2010年から2011年まで川勝良一が監督を務めるトップチームのコーチを務めた。
2014年、JFA S級コーチライセンスを取得、2014年9月、東京Vのトップチーム監督に就任。
2017年、強化部ダイレクターに就任。
2019年から年代別日本代表のコーチを務めている。
AFC U20アジアカップ2023ではアジア王者こそ逃すもベスト4に入り、日本を2023 FIFA U-20ワールドカップ出場に導いた。本大会では初戦のセネガル戦こそ前半のリードを守り抜き勝利するが、2戦目のコロンビア戦は前半30分に先制するも後半に2点を奪われて逆転負け。3戦目のイスラエル戦でも負け以外で3大会連続の決勝トーナメント進出が決定する試合だったが、前半46分に先制したにもかかわらず後半に2点を奪われて逆転負けを喫し、2試合連続の逆転負けを喫した。翌日に行われたウルグアイ対チュニジア戦でウルグアイが1-0で勝利したことで勝ち点でチュニジアと並んだものの得失点差でチュニジアに逆転され各組3位チームの成績5位以下が確定。2001年大会以来のグループステージ敗退が決まった。大会終了後、成績不振の責任を取る形で監督を退任した。
2023年12月、横浜F・マリノスユース監督就任を発表。

## 所属クラブ
- FCすすき野
- 読売クラブユースB
- 読売クラブユースA（神奈川県立元石川高等学校）
- 1990年 - 1991年 読売サッカークラブ
- 1991年 - 1992年 読売ジュニオール
- 1992年 - 1994年 ヴェルディ川崎
- 1995年 横浜フリューゲルス
- 1996年 - 1997年 コンサドーレ札幌

## 個人成績
| 国内大会個人成績 | 国内大会個人成績 | 国内大会個人成績 | 国内大会個人成績 | 国内大会個人成績 | 国内大会個人成績 | 国内大会個人成績 | 国内大会個人成績 | 国内大会個人成績 | 国内大会個人成績 | 国内大会個人成績 | 国内大会個人成績 |
| 年度             | クラブ           | 背番号           | リーグ           | リーグ戦         | リーグ戦         | リーグ杯         | リーグ杯         | オープン杯       | オープン杯       | 期間通算         | 期間通算         |
| 年度             | クラブ           | 背番号           | リーグ           | 出場             | 得点             | 出場             | 得点             | 出場             | 得点             | 出場             | 得点             |
| 日本             | 日本             | 日本             | 日本             | リーグ戦         | リーグ戦         | JSL杯/ナビスコ杯 | JSL杯/ナビスコ杯 | 天皇杯           | 天皇杯           | 期間通算         | 期間通算         |
| ---------------- | ---------------- | ---------------- | ---------------- | ---------------- | ---------------- | ---------------- | ---------------- | ---------------- | ---------------- | ---------------- | ---------------- |
| 1990-91          | 読売             | 19               | JSL1部           | 0                | 0                | 0                | 0                | 0                | 0                | 0                | 0                |
| 1991-92          | 読売             | 27               | JSL1部           | 0                | 0                | 0                | 0                | 0                | 0                | 0                | 0                |
| 1991-92          | 読売Jr           |                  | JSL2部           | 14               | 0                | -                | -                |                  |                  |                  |                  |
| 1992             | V川崎            | -                | J                | -                | -                | 0                | 0                | 0                | 0                | 0                | 0                |
| 1993             | V川崎            | -                | J                | 2                | 0                | 4                | 0                | 0                | 0                | 6                | 0                |
| 1994             | V川崎            | -                | J                | 0                | 0                | 0                | 0                | 0                | 0                | 0                | 0                |
| 1995             | 横浜F            | -                | J                | 1                | 0                | -                | -                | 0                | 0                | 1                | 0                |
| 1996             | 札幌             | 3                | 旧JFL            | 14               | 0                | -                | -                | 1                | 0                | 15               | 0                |
| 1997             | 札幌             | 12               | 旧JFL            | 13               | 1                | 8                | 0                | 0                | 0                | 21               | 1                |
| 通算             | 日本             | 日本             | J                | 3                | 0                | 4                | 0                | 0                | 0                | 7                | 0                |
| 通算             | 日本             | 日本             | JSL1部           | 0                | 0                | 0                | 0                | 0                | 0                | 0                | 0                |
| 通算             | 日本             | 日本             | JSL2部           | 14               | 0                | -                | -                |                  |                  |                  |                  |
| 通算             | 日本             | 日本             | 旧JFL            | 27               | 1                | 8                | 0                | 1                | 0                | 36               | 1                |
| 総通算           | 総通算           | 総通算           | 総通算           | 30               | 1                | 12               | 0                |                  |                  |                  |                  |

その他の公式戦
- 1990年
  - コニカカップ 1試合0得点
- 1993-94年
  - アジアクラブ選手権 4試合0得点
- 1994年
  - アジアクラブ選手権 1試合0得点

- Jリーグ初出場 : 1993年8月28日 対 清水エスパルス戦 （盛岡）
- JSL（2部）初出場 : 1991年9月16日 対 富士通戦 （稲城中央公園総合グラウンド）

## 指導歴
- 1998年 - 2001年 ヴェルディ川崎/東京ヴェルディ1969
  - 1998年 サテライト・ユース・川崎巡回コーチ[3]
  - 1999年 - 2001年 トップチームマネージャー[8]
- 2002年 コンサドーレ札幌 コーチ→ユース(U-15)コーチ[9]
- 2006年 - 2018年 東京ヴェルディ1969/東京ヴェルディ
  - 2006年 - 2007年 ジュニアユース 監督[3]
  - 2008年 - 2009年 ユース コーチ/ユース 監督[3]
  - 2010年 - 2011年  トップチーム コーチ[3]
  - 2012年 - 2014年9月 ユース 監督[3]
    - 2014年 JFA S級コーチライセンス取得

  - 2014年9月 - 2016年 トップチーム 監督[10][11]
  - 2017年 - 2018年 強化部ダイレクター[3]
- 2019年 - 2023年5月 日本サッカー協会
  - 2019年 U-18日本代表 コーチ
  - 2020年 U-19/U-18日本代表 コーチ
  - 2021年 U-22日本代表兼U-20日本代表 コーチ
  - 2022年 - 2023年5月 U-20/U-19日本代表 監督
- 2024年 - 横浜F・マリノスユース 監督

## 監督成績
| 年度   | クラブ | 所属   | リーグ戦 | リーグ戦 | リーグ戦 | リーグ戦 | リーグ戦 | リーグ戦 | カップ戦   | カップ戦  |
| 年度   | クラブ | 所属   | 順位     | 試合     | 勝点     | 勝       | 分       | 敗       | ナビスコ杯 | 天皇杯    |
| ------ | ------ | ------ | -------- | -------- | -------- | -------- | -------- | -------- | ---------- | --------- |
| 2014   | 東京V  | J2     | 20位     | 11       | 15       | 3        | 6        | 2        | -          | -         |
| 2015   | 東京V  | J2     | 8位      | 42       | 58       | 16       | 10       | 16       | -          | 2回戦敗退 |
| 2016   | 東京V  | J2     | 18位     | 42       | 43       | 10       | 13       | 19       | -          | 3回戦敗退 |
| J2通算 | J2通算 | J2通算 | -        | 95       | -        | 29       | 29       | 37       | -          | -         |

- 2014年の順位は最終順位。